# Ureaplasma urealyticum
Ureaplasma urealyticum è una specie di batterio appartenente alla famiglia dei Mycoplasmataceae.
Questo tipo di batteri della grandezza di 0,2-0,3 µm di diametro sono, come tutti i micoplasmi, le più piccole cellule capaci di vita autonoma; essi hanno inoltre la particolarità di non essere dotati di parete cellulare; la loro membrana cellulare è lipoproteica trilaminare e ricca di steroli, caso unico fra le cellule batteriche.
In tutti i mammiferi questo batterio predilige le mucose corporee; da 0 a 10.000 uFC/mL. si trova in quantità normali a livello della faringe, del retto e delle aree genitali. È soprattutto in quest'ultima zona che può più facilmente svilupparsi e, metabolizzando l'urea, produrre ammoniaca, da cui infatti prende il nome; esso fa normalmente parte del flora genitale sia degli uomini che delle donne e circa l'80% degli esseri umani sono portatori asintomatici. È considerato patologico, e quindi da curare con antibiotici previo antibiogramma, dalle 100.000 uFC/mL e oltre.
Nella donna è di comune riscontro nella microflora vaginale, insieme ai caratteristici lattobacilli, che in condizioni normali ne ostacolano l'eccessiva proliferazione. Le donne più colpite dall'infezione sono quelle fertili con età compresa tra i 20 ed i 50 anni (80% delle infezioni totali da mycoplasmi), tuttavia è spesso diagnosticato anche in bambini ed anziani.
Il batterio può essere contratto per via aerea, oltre ad un'eventuale infezione intestinale, che per vicinanza anatomica può intaccare ed espandersi alle vie urinarie.

## Conseguenze
U. urealyticum è responsabile di alcune malattie riconducibili alla sua eccessiva proliferazione. Nell'uomo può provocare uretrite (dal 15 al 20% delle uretriti non gonococcica), e in alcuni casi l'infezione può propagarsi ad organi collegati all'uretra, come la prostata ed i testicoli, causando rispettivamente prostatiti ed epididimiti; Similmente nella donna può essere causa dello sviluppo di vaginosi batterica, malattia infiammatoria pelvica e sindrome uretrale; Nelle donne in stato di gravidanza, aumenta il rischio di polmonite e meningite neonatale. In pazienti immunocompromessi l'infezione può estendersi alle alte vie urinarie interessando i reni e alle ossa provocando artriti. Raramente può essere causa di un'infezione del tratto urinario, a volte combinato con uno sviluppo di calcoli post-infezione. La formazione di quest'ultimi viene generalmente favorita dal pH alcalino che si viene a creare dalla metabolizzazione dell'urea in ammoniaca sotto l'influsso dell'enzima ureasi.

## Cure
La terapia delle infezioni da U. urealyticum si basa generalmente sulla somministrazione di antibatterici; generalmente vengono impiegate le tetracicline (es. doxiciclina) e, solo in caso di resistenza da parte del batterio, anche altri farmaci come l'azitromicina.